# Crane Flat
Pour les articles homonymes, voir Crane.

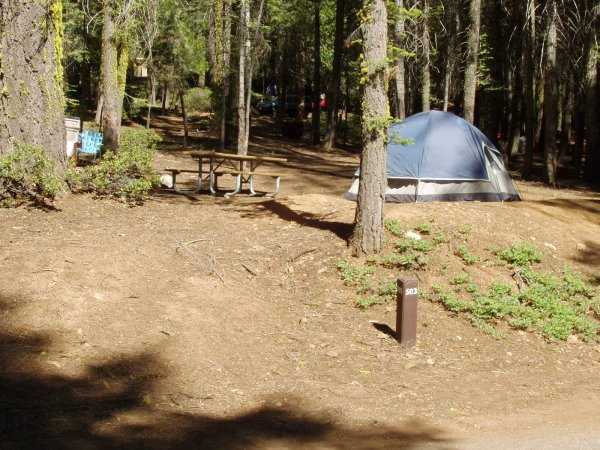
Vue du terrain de camping à Crane Flat.

Crane Flat est un petit plateau de la Sierra Nevada, aux États-Unis. Il est situé à 1 775 mètres d'altitude dans le comté de Mariposa, en Californie, entièrement protégé au sein du parc national de Yosemite et partiellement seulement à l'intérieur de sa Yosemite Wilderness. Point de départ de Tioga Road le long de Big Oak Flat Road, il accueille quelques installations, parmi lesquelles un terrain de camping, le Crane Flat Campground, mais aussi le Crane Flat Fire Lookout, une tour de guet.
Crane Flat a été nommé en référence aux grues que l'on y rencontrait quand il fut nommé au XIXe siècle. Dans son récit de voyage Un été dans la Sierra, publié en 1911, John Muir décrit l'endroit comme une « prairie, entourée d'une large bordure sablonneuse », après qu'il l'a visité le 9 juillet 1869 lors d'une transhumance.